# Anselmo Canera
Anselmo Canera (o Canerio o Canneri) (Verona, 1530 circa – post 1584) è stato un pittore italiano.

## Biografia
Insieme a Paolo Veronese e Giambattista Zelotti entrò in gioventù nella cerchia dei pittori protetti da Michele Sanmicheli. Canera, allievo di Giovanni Francesco Caroto, è noto soprattutto per aver collaborato con Andrea Palladio a Villa Poiana e a Palazzo Thiene a Vicenza, al fianco di Bernardino India.
La personalità di Canera si differenzia notevolmente da quella dell'India per una realizzazione maggiormente caratteristica delle figure, che gli permette di raggiungere una maggiore espressività. In mancanza di dati biografici certi, la morte dal maestro si fa risalire a dopo il 1584, anno in cui Canera dipinge la sua ultima opera, L'oltraggio al Faraone, conservata nel Museo di Castelvecchio.